# Болеслав Прус
Болѐслав Прус (на полски: Bolesław Prus) е творческия псевдоним на Александер Глова̀цки (на полски: Aleksander Głowacki), полски писател и журналист, автор на много фейлетони и хроники за печата, както и на мащабни романи за живота на полското общество – „Кукла“ (1887 – 89), „Еманципантки“ (1894), историческия „Фараон“ (1895 – 96) и други.

## Биография

### Детство и младост
Роден е на 20 август 1847 г. в Хрубешув, в семейството на обеднели шляхтичи: Антони Гловацки и Аполония от рода Трембински. Идеята за своя псевдоним Александер Гловацки взима от името на семейния герб. Едва 3-годишен, Александер остава без майка, а когато е на 9, умира и баща му. За него започва да се грижи баба му. След като и тя умира, заживява при леля му в Люблин, където посещава местното училище в продължение на 4 години. След това се мести в Шедлце (1861) при своя по-голям с 13 години брат Леон Гловацки, който е учител по история. През 1862 г. и двамата се местят в Келце, където Александер започва да посещава гимназията.
Под влияние на брат си, деец от фракцията на „Червените“, през 1863 г. Александер Гловацки, едва на 16 години, прекъсва училище и взима участие в Полското въстание от 1863 г. срещу Руската империя. На 1 септември е ранен и попада в руски плен. Благодарение на това, че е твърде млад, както и на застъпничеството на леля му, след като излиза от болницата, му е позволено да се върне в Люблин и да заживее със семейството си. На 10 януари 1864 г. в „Kurier Niedzielny“ е публикувано негово стихотворение Do Pegaza, подписан с псевдонима Jan w Oleju.
На 20 януари 1864 г. Гловацки е арестуван за участие във въстанието. От януари до април е в затвора. Военният съд го лишава от благородната титла, а също така присъжда настойничество на вуйчо му Клеменс Олшевски, тъй като брат му, който дотогава се грижи за него, страда от неизлечимо психическо заболяване. След като излиза от затвора Александер продължава обучението си в люблинската гимназия, като окончателно завършва на 30 юни 1866 г. Интересува се от обучение в Петербург, което обаче не може да си позволи по финансови причини. Така през октомври постъпва в Основното училище във Варшава във Факултета по математика и физика. Издържа се сам. През свободното си време пише за „Kurier Świąteczny“, като продължава да се подписва с псевдонима Jan w Oleju. Финансовите затруднения го карат да прекъсне следването си, когато е трети курс (1869). След това се мести в Пулави, където започва да следва в Института по горско стопанство, обаче през 1870 г. отново се връща във Варшава, тъй като попада в конфликт с един от руските професори.
Сменя различни професии, опитвайки се да изкара прехраната си. През 1871 г. превежда и написва резюме на произведението на английския философ Джон Стюарт Мил „Логика“. За първи път се пробва като журналист.

### Журналистическа дейност и белетристика
За дебют на Александер Гловацки се смята статията „Nasze grzechy“ (Нашите грехове), поместена в 22 брой на списанието „Opiekun domowy“ на 29 май 1872 г. През същата година в списание „Niwa“ е публикувана и неговата първа научнопопулярна статия „O elektryczności“ (За електричеството). На страниците на „Opiekun domowy“ от 1872 г. се появяват също и фейлетоните на Гловацки „Listy ze starego obozu“, които авторът за пръв път подписва с псевдонима Болеслав Прус. Александер Гловацки тогава решава да подписва с истинското си име само сериозните статии.
Гловацки започва да си сътрудничи и със сатиричните издания „Mucha“ (от 1873 г.) и „Kolce“ (от 1874 г.), за които пише статии с осмиващ характер „Szkice społeczne“ и хуморески (най-известните сред които са „Kłopoty babuni“ и „To i owo“). В „Niwa“ се появява „Sprawy bieżące“. Всички тези статии авторът подписва с фамилията Прус, поради развлекателния им характер.
През 1874 г. Гловацки се обвързва с „Kurier Warszawski“, на чиито страници излиза серията от 7 творби от цикъла „Szkice warszawskie“. От 1875 г. същият вестник започва да публикува „Kartki z podróży“ (фейлетони и репортажи, писани по време на репортерските обиколки из страната), както и „Kronika tygodniowa“, която донася на Прус огромна популярност. В тези статии засяга политически, социални и морални теми, привличайки читателите с правилни прозрения и смела полемика.
Кариерата на фейлетонист в няколко списания, която първоначално определя като от второстепенно значение (има постоянна работа като банков касиер), му донася значителни приходи и временно му осигурява финансова стабилност. Това му позволява да осъществи плановете си за женитба. На 14 януари 1875 г. сключва брак с Октавия Трембинска в люблинската църква „Св. Дух“. Оттогава съпругата му се грижи за неговото здраве (Прус страда от агорафобия). Те не успяват да се сдобият със собствени деца, а приемният им син Емил се самоубива на 18 години заради несподелена любов.
През 1876 г. Прус започва сътрудничество със списанието „Ateneum“ (за което пише основно „Kroniki miesięczne“), а през 1877 г. със седмичника „Nowiny“. През 1882 г. оглавява редакцията на вестника. На неговите страници помества противоречивия документ „Szkic programu w warunkach obecnego rozwoju społeczeństwa“). През това време се развива все повече неговата белетристична дейност. През 1879 г. Прус навлиза в зрелия период на своето творчество, който продължава до 1885 г. Никога обаче не изоставя журналистиката. През 1883 г. се свързва с „Tygodnik Ilustrowany“, а през 1887 г. с „Kurier Codzienny“. По-голямата част от неговите разкази, новели и романи за пръв път се публикуват на страниците на изданията, с които си сътрудничи.
През 1883 г. ръководеното от него списание „Nowiny“ спира да издава и писателят е засегнат от финансови проблеми. Тогава Прус се посвещава основно на работата върху роман. Успява да установи постоянно сътрудничество с издавания в Петербург полски седмичник „Kraj“, за който пише „Korespondencja z Warszawy“. През 1885 г. Прус се запознава с известния художник Станислав Виткевич, който по това време е редактор на списанието „Wędrowiec“. Благодарение на това запознанство, Прус за кратко публикува в списанието новели, разкази и роман, в които може да бъде забелязано влиянието на натурализма.
Дебютира в печата през 1872 г. Сътрудничи на варшавските вестници (1874 – 1903). Работи като редактор на списание „Новини“ (Nowiny, 1882 – 1883), където публикува собствени публицистични статии. Литературно-критическите статии на Болеслав Прус спомагат за установяването на реалистична концепция за изкуството в полската критика.
Високо цени творчеството на руските писатели, особено Лев Толстой.
Написва за вестниците голямо количество фейлетони и хроники (над 1000). Автор на около стотина хумористични сцени и разкази, написани предимно в младостта му, разкази със социална проблематика („Дворецът и колибата“ – „Pałac i rudera“, „Михалко“ – „Michałko“, „Анелка“ – „Anielka“, всичките – 1880 г.; „Антек“ – „Antek“, 1881).

### Личен живот
През 1882 г. Прус за пръв път заминава на почивка до Наленчув. Оттогава градчето се превръща в любимото място на писателя за почивка, което посещава през следващите 30 години.
Днес в Наленчув се намира музей на Болеслав Прус, който представлява част от замъка на Малаховски.
На 3 септември 1892 г. е кум на брака на Стефан Жеромски с Октавия Родкевичова. Прус е бил в приятелски отношения с младото семейство, което среща по време на пътуванията си до Наленчув. Октавия, която често придружава Прус на разходките му в наленчовския парк, е прототип на Маджа Бжеска от „Еманципантки“.
През 1895 г. Прус осъществява единственото си чуждестранно пътуване до Германия, Швейцария и Франция, посетил и Берлин, Дрезден, Карлови Вари, Раперсвил (където се запознава с Жеромски) и Париж.

### Последни години
В края на своя живот, благодарение на оживената си публицистична дейност, Прус се превръща във важен авторитет за общественото мнение. Възприеман е за образец по отношение на работата му в посока икономоческото развитие и утилитаризъм. До края на живота си писателят с удоволствие взима участие в обществени мероприятия и става патрон на много инициативи и начинания. В своето завещание определя стипендия за талантливи деца, произхождащи от бедни селски семейства. Колекцията си от книги оставя на Дружеството за обществени библиотеки във Варшава.
Умира от сърдечен удар на 64 годишна възраст. Погребението му се състои на 22 май 1912 г. и на него присъстват хиляди почитатели на писателския талант на Прус. Погребан е на Повонзковското гробище. На надгробната плоча е изписано „Сърце на сърцата“.

## Творчество
Прозата на Болеслав Прус принадлежи към едни от най-големите постижения на полската литература. Основна тема в неговото ранно творчество е представянето на социалната вреда, контрастираща на стерилния живот на затворения в своя свят човек.
Прус става свидетел на човешки трагедии и социална несправедливост, което се случва в известна степен заради сблъсъка с раннокапиталистическата икономика. В своето тврчество Прус анализира и поддава на оценка настъпващите социално-икономически явления.
Неговият първи голям роман е „Placówka“ (1885 – 1886), който първоначално излиза на страниците на „Wędrowiec“. След това излиза неговата епическа панорама на съвременна Варшава в годините 1878 – 1879 – романът „Кукла“ (Lalka). Прус написва също така романът „Еманципантки“ (Emancypantki). Със своя единствен исторически роман „Фараон“ на фона на фрагмент от историята на Египет, представя механизмите на властта, държавата и обществото. През 1909 г. издава още един роман „Деца“ (Dzieci), в който критикува руската революция от 1905 г. Смъртта на писателя прекъсва работата му върху последния недовършен роман „Промени“ (Przemiany).
През годините 1953 – 1970 г. се появяват неговите Хроники в 20 тома. Произведенията на Прус са преведени на много езици.
Широка известност добиват разказите му за деца („Сирашка съдба“, 1876). Автор на повестите „Възвратна вълна“ (Powracająca fala, 1880), „Длъжност“ (Placówka, 1885).
Болеслав Прус създава нов тип социално-психологически роман – „Кукла“ (Lalka, 1887 – 1889), панорама на живота във Варшава през 1878 – 1879 г. и същевременно история на три поколения полски идеалисти. По романа е направен едноименният филм „Кукла“ на режисьора Войцех Йежи Хас (1968 г.) и телевизионен сериал (Полша, 1977 г.).
Широка картина на живота във Варшава и в провинцията е дадена в романа „Еманципантките“ (Emancypantki, 1891 – 1893 г.).
Прус декларира привързаност към съвременната, злободневна тематика, но написва и историческия роман „Фараон“ (Faraon, 1895 – 1896 г.). По романа е направен едноименният филм на Йежи Кавалерович (1966 г.).
В романа „Деца“ (Dzieci, 1908 г.) отразява руската революция от 1905 – 1907 г. В незавършения роман „Промени“ пресъздава образа на руския студент-социалист.
Произведенията на Прус са преведени на много езици.

### Избрани произведения
- Души в окови (Dusze w niewoli, написан 1876, сериализиран през 1877)
- Слава (Sława, започнат през 1885, незавършен)
- Длъжност (Placówka, 1885 – 86)
- Промени (Przemiany, започнат през 1911 – 12; незавършен)
- Дворецът и колибата („Pałac i rudera“) 1880 г.
- Михалко (Michałko, 1880 г.)
- Анелка (Anielka, 1880 г.)
- Антек (Antek, 1881 г.)
- Възвратна вълна (Powracająca fala, 1880 г.)
- Кукла (Lalka), 1887 – 1889 г. По романа е направен едноименният филм „Кукла“ на режисьора Войчех Йежи Хас (1968 г.) и телевизионен сериал (Полша, 1977 г.).
- Еманципантки (Emancypantki, 1891 – 1893 г.)
- Фараон (Faraon), 1895 – 1896 г. По романа е направен едноименният филм на Йежи Кавалерович (1966 г.).
- Деца (Dzieci, 1908 г.)